# 里亞德錄大地
《里亞德錄大地》是日本作家Ceez所著的輕小說系列，2010年11月至2012年12月期間在成為小說家吧上連載。完結多年後由2019年1月起經Fami通文庫出版實體書，由擔綱插畫，至今出版共8卷。改編漫畫由擔任作畫，2019年7月起於網路周刊《電擊Comic Regulus》開始連載。改編電視動畫於2022年1月5日至3月23日播映，動畫製作公司為Maho Film。

## 故事概要
各務桂菜醒來後，發現自己身體能夠自在地活動，身處VRMMORPG《里亞德錄》的世界，並化身成自己遊玩的等級封頂角色「葵娜」。雖然這是遊戲的世界，NPC的言行舉止卻十分真實，而且《里亞德錄》的世界比起她玩遊戲時已經過了200年。桂菜來到《里亞德錄》的世界前，處於22世紀日本的她須倚賴生命保障系統才能存活，終日躺在病床。在醫院的時光裏，她一直遊玩着《里亞德錄》。根據她的輔助AI「奇奇」所說，桂菜已經跟醫院系統和《里亞德錄》的技能大師系統斷線，而且醫院因打雷而停電，導致生命保障系統停止兩秒。桂菜這才發現，「各務桂菜」的肉體已經死去，只有自己的意識來到了《里亞德錄》。
葵娜整理好現狀後，前往她的據點樓塔，跟她的據點守護者NPC重逢，並想起正式名稱為「招募NPC補充人員」的「養子系統」。玩家可以將備用角色設定為跟主角色有關係的人物。葵娜當時有三名備用角色，關係設定為母子，三名子女分別為精靈男性「斯卡魯格」、精靈女性「梅梅」和矮人「卡達茲」。

## 登場角色

### 主要角色
葵娜 / 各務桂菜（聲：幸村惠理）
玩家時期擁有「銀環魔女」的外號。種族為高等精靈族（世人皆默認為精靈中的王族），外表看起來約20歲左右，但實際正確年齡為317歲，等級為遊戲上限1100級，技能大師No.3，基本戰鬥方式為以攻擊魔法轟炸對手，擁有全遊戲最高的MP值，戰鬥實力為本作的冒險者中的天花板。
生氣狀態下的任何攻擊都所向披靡，絕對不要觸怒她為好。
很喜歡簡簡單單的生活，為人方面希望低調不張揚，不喜歡過於奢侈或者誇張的排場或鋪張，可能是因為前世長期臥病在床的關係，相當很容易感到知足的個性。
現實未婚，但在里亞德錄中有四名兒女（一開始是兩名養子一養女，後來再收一位養女露卡），只要兒女們不惹她生氣的話就是個溫柔賢淑的母親。
因為在200年後的里亞德錄醒來，所以較為缺乏目前里亞德錄的生活知識。
不善飲酒且酒量極差，喝完酒的隔天會飽受宿醉的頭疼折磨，雖然她本人發誓絕對不再喝酒讓自己難受，但常常盛情難卻。
隸屬於高階玩家傳說級公會「奶油起司」中的成員，團隊全部18位成員都是等級1100的滿級限界突破者兼技能大師，且全部都擁有與里亞德錄大地GM一樣的權限位階。
斯卡魯格（聲：小野大輔）
葵娜四名子女中的長子，精靈男性。葵娜讓他學了一堆回復類魔法，並放他到教會收養。在200年後成為大司祭，國家第三把交椅，發言權僅次于國王、宰相。擁有【獨特技能︰美麗灑落的玫瑰】。母親至上主義者。
但因為過於誇張的出場老是惹怒葵娜，常常被葵娜親手再震撼教育一番，但本人的反省似乎每次都搞錯重點。
梅梅（聲：名塚佳織）
葵娜四名子女中的長女，精靈女性。葵娜加強她的攻擊魔法，並讓她去魔法師協會工作。在200年後成為王立學院的學院長。
非常黏身為自己的母親的葵娜，喜歡向她撒嬌。平時也會因為一些沒常識的舉動惹怒葵娜而遭葵娜教訓，但情況相比她的親大哥的戀母重症已經算是好很多了。
已婚，老公是王立學院的煉金術教授，育有一雙孿生兒女。
奧普斯・哈維（聲：小西克幸）
梅梅的丈夫，人族，是王立學院的煉金術教授。
身分姑且算是貴族之一，為葵娜初來里亞德錄村莊附近的領主。因實驗帶來的災難導致家道中落。
卡達茲（聲：杉田智和）
葵娜四名子女中的次子，矮人族。葵娜將他設定為技能類工匠。
其實內心也很喜歡身為母親的葵娜，但不會輕易的表現出來，行為舉止與應對進退算是三兄弟姐妹中最為成熟的，也很會看場合，幾乎不曾惹葵娜生過氣。
葵娜喜歡時不時摸摸他的頭當成寵愛，但本人對這行為感到害臊，希望葵娜不要老是把他當成小孩看，但似乎沒有太大的吐槽效果。
露卡（聲：高尾奏音）
葵娜四名子女中的次女，人族。
在任務事件（擊退幽靈船與骷髏船長）而遭毀滅的村莊中獨自倖存下來的謎樣少女。葵娜接納她一起生活在邊境村莊里，並成為她的第二名女兒（養女）。
奇奇（聲：小田切優衣）
葵娜的輔助AI。
能自行判斷周圍情況，同時遭遇危險時也會提前預警。
凱利娜（聲：田所梓）
梅梅的女兒，葵娜的外孫女，精靈族，凱利克的雙胞胎姐姐。
是一名精靈騎士，隸屬於騎士團，行為舉止較弟弟成熟，但在向葵娜替親弟弟道歉時遭到葵娜的魔法波及。
凱利克（聲：高木朋彌）
梅梅的兒子，葵娜的外孫，精靈族，凱利娜的雙胞胎弟弟。
已婚，育有一個兒子，名字叫做伊澤克。
因為母親灌輸的概念而做出沒常識的言論以及過於誇張的鋪張歡迎而惹怒了葵娜，本想盛大歡迎葵娜入住他經營的旅店，但隨後被葵娜無視，但始終不知道自己究竟哪裡做錯了，最後由姊姊凱利娜代為致歉。
洛克西里烏斯（聲：森奈奈子）
由葵娜從搖鈴（藍）所召喚出的貓人族執事，別稱「洛克斯（ロクス）」，被葵娜命令負責與洛克茜涅一同照顧露卡起居。在原本的里亞德錄遊戲中其實是等級550的貓人族前衛魔法戰士。
與洛克茜涅互相看不順眼，時常因為一些小事就鬥嘴甚至大打出手，但後續被葵娜嚴重警告不准帶壞露卡後有所收斂。
洛克茜涅（聲：東城日沙子）
由葵娜從搖鈴（紅）所召喚出的貓人族女僕，別稱「茜茜（シィ）」，被葵娜命令與洛克西里烏斯一同負責照顧露卡起居。在原本的里亞德錄遊戲中其實是等級550的貓人族後衛魔法盜賊。
與洛克西里烏斯互相看不順眼，時常因為一些小事就鬥嘴甚至大打出手，但後續被葵娜嚴重警告不准帶壞露卡後有所收斂。

### 里亞德錄大地的居民
莉朵（聲：柳原可奈子）
葵娜來到《里亞德錄》時第一個遇到的人，邊境村莊旅店老闆娘的小女兒。
在葵娜動身前往王都之前贈送給她一個自己手工製作的星形髮夾，並向她約定以後一定會回來看她。
瑪雷路（聲：中村櫻）
葵娜來到《里亞德錄》時身處邊境村莊旅店的老闆娘，路依奈和莉朵的母亲。
喜欢和葵娜举办大大小小派对。聽說年輕時的個性不像現在這樣溫厚而是較為辛辣的個性那位客人說完這項私人情報後就被瑪雷路給揍了。
路依奈（聲：廣瀨有紀）
邊境村莊旅店老闆娘的長女。
外表完全就是長大版本的莉朵。在旅店下的餐馆当服务员。

艾里內（聲：前野智昭）
犬人族，帶領商隊周遊列國的商人。在邊境村莊旅店認識了葵娜，並教導她目前里亞德錄貨幣的價值等日常知識。见识到葵娜的力量后非常希望葵娜加入他的商队。
已婚，妻子是同為犬人族的阿爾姆娜。
在城中有開設店舖，但並非由他親自打理，而是交給妻子營運。
阿爾姆娜（聲：古木望）
犬人族，艾里內的妻子。在艾里内的店铺里服务客人。
亞比塔（聲：川田紳司）
男性冒險者，人族。「炎槍」傭兵團的團長。實際是原王國騎士團的團長。工作上很務實，但一旦情緒高昂就會邀請葵娜加入傭兵團。
米米麗（聲：二之宮唯）
女性，人魚族。原本是居住在大海深处的城里，但某天被不明的黑洞吸入並在村莊的水井地下水脈中迷路，在迷路的過程中勉強倖存下來。但因為實在太過思念大海，所以不禁開口歌唱排解寂寞，然而歌唱的歌聲卻在村子裡迴盪著，在村民繪聲繪影的形容下歌聲化作陰森森的呻吟聲，使得居民不敢靠近水井。葵娜下井調查歌聲源頭時發現了她，隨後並將她帶回村子裡，之後便安排她住在村莊中的澡堂內直到葵娜找到她大海中的故鄉為止。
由於會操縱水屬性魔法，便開始幫助村民們用水魔法清洗衣服，並在澡堂開設了洗衣服務。
阿蓋德（聲：西村知道）
宰相阿爾瓦雷斯特侯爵的孫子，為人豪爽不拘小節，委託葵娜幫忙尋找殿助，並利用葵娜尋找殿助期間開設的地下賭盤賺取了一筆不小的財富。
洛緹（聲：阿部菜摘子）
王立學院的女學生，個性積極勤奮，受王族指派為照顧殿助（王子）與梅里奈公主。
殿助（聲：田村睦心）
真身為王國的王子殿下，會叫他殿助的原因是因為當時洛緹與葵娜共同找尋王子下落，而最終在街上找到王子的時候，洛緹不小心脫口說出「殿……」，於是葵娜便用「殿助」這個稱呼叫他。
生性調皮，有著好動與好勝不服輸的個性，會對洛緹呵斥但內心似乎非常喜歡洛緹。
经常偷溜出王城並與城中的小孩一起遊玩，但自從那天偷溜出王城結果被葵娜抓住後，自此就對葵娜的生活背景很有興趣，以想要揭穿葵娜的真面目為由，時常跟蹤葵娜。
梅里奈（聲：高野麻里佳）
別稱「梅（マイ）」，真身為王國的公主殿下，殿助的姊姊。因為不喜歡王妃的替她舉行的一系列相親活動而跟著洛緹偷偷逃出王城，其實真正喜歡並暗戀的對象是身為大祭司的斯卡魯格，並在出逃的其間委託葵娜與洛緹當護衛，卻因為洛緹不慎說出口的抱怨，不小心暴露了真實身分讓葵娜得知（雖然葵娜一開始就知道她是公主）。但她不知道葵娜就是斯卡魯格的母親。

### 守護神
存在於守護者之塔中，近似於守護塔管理員的AI，使用來自於守護塔持有者的魔力運作，每個守護神都是由擁有這座塔的技能大師所設計。
銀之塔的守護神（聲：桑原由氣）
葵娜所擁有的守護塔的守護神，外觀看起來像一幅畫在搖搖欲墜的磚牆上的醜陋太陽壁畫。
在遊戲時代時幫葵娜管理守護塔的一切事務，與葵娜時隔200年的再會時因為抱怨而口出惡言，也因為粗暴的衝動言語冒犯到葵娜，而差點被葵娜破壞。
試煉內容是「在24小時內登上塔頂」，現在隨時都能接受挑戰守護塔的挑戰者函，可以說是守護塔試煉中最不溫不熱的。

## 創作、出版
2018年10月20日，正式宣佈已連載完畢超過6年的《里亞德錄大地》將會由Fami通文庫推出實體書。單行本版的設定跟網絡連載版有點不同，也有新角色，因此2020年2月起，網絡連載版的標題添加了「【Web版】」字樣，以示不同。

## 出版書籍

### 輕小說
| 卷數 | Kadokawa       | Kadokawa               | 台灣角川       | 台灣角川              |
| 卷數 | 發售日期       | ISBN                   | 發售日期       | ISBN                  |
| ---- | -------------- | ---------------------- | -------------- | --------------------- |
| 1    | 2019年1月30日  | ISBN 978-4-04-735469-2 | 2020年3月26日  | ISBN 978-957-743634-4 |
| 2    | 2019年5月30日  | ISBN 978-4-04-735640-5 | 2020年8月20日  | ISBN 978-957-743940-6 |
| 3    | 2019年10月30日 | ISBN 978-4-04-735802-7 | 2021年3月24日  | ISBN 978-986-524286-2 |
| 4    | 2020年3月30日  | ISBN 978-4-04-736050-1 | 2021年10月25日 | ISBN 978-986-524889-5 |
| 5    | 2020年8月28日  | ISBN 978-4-04-736220-8 |                |                       |
| 6    | 2021年2月27日  | ISBN 978-4-04-736509-4 |                |                       |
| 7    | 2021年8月30日  | ISBN 978-4-04-736702-9 |                |                       |
| 8    | 2022年1月28日  | ISBN 978-4-04-736929-0 |                |                       |

有聲書版本由小田切優衣朗讀，在Audible發行。

### 漫畫
漫畫單行本頭3卷涵蓋了小說第1卷的內容。
| 卷數 | Kadokawa       | Kadokawa               | 青文出版      | 青文出版              |
| 卷數 | 發售日期       | ISBN                   | 發售日期      | ISBN                  |
| ---- | -------------- | ---------------------- | ------------- | --------------------- |
| 1    | 2020年3月26日  | ISBN 978-4-04-912939-7 | 2021年9月22日 | ISBN 978-626-303514-0 |
| 2    | 2020年8月26日  | ISBN 978-4-04-913363-9 | 2022年3月10日 | ISBN 978-626-322141-3 |
| 3    | 2021年4月26日  | ISBN 978-4-04-913759-0 | 2022年6月13日 | ISBN 978-626-322498-8 |
| 4    | 2022年1月8日   | ISBN 978-4-04-914115-3 | 2023年2月2日  | ISBN 978-626-340332-1 |
| 5    | 2022年11月25日 | ISBN 978-4-04-914725-4 |               |                       |
| 6    | 2023年10月27日 | ISBN 978-4-04-915355-2 |               |                       |
| 7    | 2024年12月26日 | ISBN 978-4-04-916034-5 |               |                       |

## 迴響
本作獲得店員最愛輕小說大賞2020單行本部門的第1名。截至2020年5月，系列累積發行超過10萬本。截至2020年8月，系列累積發行超過15萬本。

## 電視動畫
2021年2月22日，宣佈將會獲改編為電視動畫，並開設官方Twitter帳戶。3月6日，公佈主要製作人員名單，導演為柳瀨雄之，動畫製作公司為MAHO FILM。4月22日，公開第1張主視覺圖，並開設官方網站。7月3日，Crunchyroll公佈動畫將於2022年1月首播。8月8日，日本官方亦宣佈動畫將於2022年1月首播，公佈4名主要角色的聲優，並公開第2張主視覺圖，也在「Kadokawa anime」YouTube頻道上公開了第1條宣傳片。11月10日，宣佈片尾曲由田所梓主唱。11月20日，在美國紐約舉辦的活動「Anime NYC」中公開第3張主視覺圖。11月23日，宣佈首播日期為1月5日，公開第2條宣傳片，並公佈多名角色的聲優，以及片頭曲詳情。
2021年12月19日，本作跟同季播映的《自稱賢者弟子的賢者》一同於Kadokawa anime YouTube頻道舉辦先行上映會，節目中會搶先播映兩部作品的第1集（不留存檔），並有飾演兩部作品主角的聲優幸村惠理和大森日雅、製作人新井孝介參與的談話環節。節目中公開第4張主視覺圖，以及凱利娜、凱利克兩名角色的聲優。2022年1月21日，公開第5張主視覺圖。3月19日，公開第6張主視覺圖。
網絡電台節目《里亞德錄電台》（リアデイルのラジオにて）由2022年1月5日起逢星期三於Kadokawa anime YouTube頻道播出，主持人為幸村惠理。試播集於2021年12月29日播出。
聲演奇奇的小田切優衣是小說有聲書的朗讀者，獲得作者推薦而參與動畫配音。

### 製作人員
- 原作：Ceez
- 原作插畫：
- 導演：柳瀨雄之
- 系列構成、編劇：筆安一幸
- 人物設定：舛舘俊秀、小島繪里（小島えり）、出口花穗
- 音響監督：土屋雅紀
- 音樂：夢見鯨（夢見クジラ）
- 動畫製作：MAHO FILM
- 製作：里亞德錄製作委員會[6][47]

### 主題曲
片頭曲《Happy encount》
作詞：唐澤美帆，作曲：成本智美（SUPA LOVE），編曲：富田一輝（SUPA LOVE），主唱：TRUE
片尾曲《箱庭的幸福》（箱庭の幸福）
作詞：大木貢祐，作曲、編曲：，主唱：田所梓
於2021年1月發行的田所梓專輯《Waver》的標題曲也是由大木貢祐作詞，作曲和編曲。

### 集數列表
| 集數   | 日文標題 | 中文標題                   | 編劇     | 分鏡       | 演出       | 作畫監督                                                                      | 總作畫監督                   | 改編原作小說 | 首播日期 （2022年） |
| ------ | -------- | -------------------------- | -------- | ---------- | ---------- | ----------------------------------------------------------------------------- | ---------------------------- | ------------ | ------------------- |
| 第1話  |          | 旅店、樓塔、熊和宴會       | 筆安一幸 | 柳瀨雄之   | 柳瀨雄之   | 柳瀨雄之                                                                      | 出口花穗                     | 第一卷       | 1月5日              |
| 第2話  |          | 傷者、王都、兒子和捉迷藏   | 筆安一幸 | 網野哲郎   | 日下直義   | 柳瀨雄之、出口花穗、大場優子、關口雅浩、雨宮英雄、飯飼一幸、舛館俊秀          | 出口花穗、大場優子、舛館俊秀 | 第一卷       | 1月12日             |
| 第3話  |          | 女兒、競技場、爆走和上鉤拳 | 筆安一幸 | 大久保富彥 | 大久保富彥 | 大久保富彥、出口花穗、大場優子、飯飼一幸                                      | 出口花穗、大場優子、舛館俊秀 | 第一卷       | 1月19日             |
| 第4話  |          | 兒子、吵架、旅程和山賊     | 筆安一幸 | 杉島邦久   | 齊藤弘史   | 岡野幸男                                                                      | 出口花穗                     | 第一卷       | 1月26日             |
| 第5話  |          | 孫子、孫女、曾孫和要塞     | 筆安一幸 | 大藪恭平   | 大藪恭平   | 出口花穂、大場優子、關口雅浩、舛舘俊秀                                        | 出口花穂、大場優子、舛舘俊秀 | 第二卷       | 2月2日              |
| 第6話  |          | 石魔像、頭目、骸骨和妖精   | 筆安一幸 | 柳瀨雄之   | 柳瀨雄之   | 柳瀨雄之                                                                      | 出口花穗                     | 第二卷       | 2月9日              |
| 第7話  |          | 獵熊、公主、泡澡、怪獸     | 筆安一幸 | 大藪恭平   | 又野弘道   | 飯飼一幸、松下清志                                                            | 出口花穗                     | 第二卷       | 2月16日             |
| 第8話  |          | 戰鬥、勝利、對話、情報     | 筆安一幸 | 羽原久美子 | 日下直義   | 出口花穗、大場優子、關口雅浩、青木真理子、舛舘俊秀、BigOwl                    | 出口花穗、大場優子、舛舘俊秀 | 第二卷       | 2月23日             |
| 第9話  |          | 重訪、人魚、誤會、喪屍     | 筆安一幸 | 大久保富彦 | 大久保富彦 | 大久保富彦、出口花穗、大場優子、關口雅浩                                      | 出口花穂、大場優子           | 第三卷       | 3月2日              |
| 第10話 |          | 管家、幽靈船、養子、龍宮城 | 筆安一幸 | 杉島邦久   | 高橋雅和   | 岡野幸男、柳瀨譲二                                                            | 出口花穂、大場優子           | 第三卷       | 3月9日              |
| 第11話 |          | 介紹、馬車、女僕、搬家     | 筆安一幸 | 萩原洋子   | 日下直義   | 出口花穗、大場優子、關口雅浩、青木真理子、大槻ちえ、舛舘俊秀、RadPlus、曹建偉 | 出口花穗、大場優子、舛舘俊秀 | 第三卷       | 3月16日             |
| 第12話 |          | 移居、建築、飛行、大地     | 筆安一幸 | 柳瀨雄之   | 柳瀨雄之   | 柳瀨雄之                                                                      | 出口花穗、大場優子、舛舘俊秀 | 第三卷       | 3月23日             |

### 播映平台
日本深夜動畫：下文記載的日本国内播放時間使用日本標準時間（UTC+9）表示。因為部分時間标识會採用30小时制，因此請留意这类超过24:00的时间，其實際播放時間為翌日清晨。
| 播放日期              | 播放時間（UTC+9）    | 播放電視台 | 播放地區 | 備註             |
| --------------------- | -------------------- | ---------- | -------- | ---------------- |
| 2022年1月5日－3月23日 | 星期三 23:30 - 24:00 | TOKYO MX   | 東京都   |                  |
| 2022年1月5日－3月23日 | 星期三 24:00 - 24:30 | SUN電視台  | 兵庫縣   |                  |
| 2022年1月5日－3月23日 | 星期三 24:30 - 25:00 | KBS京都    | 京都府   |                  |
| 2022年1月5日－3月23日 | 星期三 24:30 - 25:00 | BS日視     | 日本全國 | 衛星廣播         |
| 2022年1月6日－3月24日 | 星期四 21:30 - 22:00 | AT-X       | 日本全國 | 衛星廣播，有重播 |

| 播映國家         | 播映平台    | 播映日期              | 播映時間              | 備註   |
| ---------------- | ----------- | --------------------- | --------------------- | ------ |
| 中國大陸         | bilibili    | 2022年1月5日－3月23日 | 星期三 22:00（UTC+8） | [ 50 ] |
| 香港、澳門、台灣 | bilibili    | 2022年1月5日－3月23日 | 星期三 22:00（UTC+8） | [ 51 ] |
|                  | Crunchyroll | 2022年1月－3月        |                       | [ 1 ]  |
| 南韓             | Aniplus     | 2022年1月－3月        |                       | [ 1 ]  |

## 外部連結
- 小說官方網站（日語）
- 漫畫官方網站（日語）
- 電視動畫的X（前Twitter）（日語）